# Иокум, Конрад Янович
Конрад Янович Иокум (латыш. Konrads Jokums) (1894, Венденский уезд — 8 февраля 1938, Москва) — латышский пролетарский писатель, редактор.

## Биография
Родился в семье латыша-батрака. Его отец за участие в крестьянском бунте был осуждён на 20 лет каторги и сослан на Сахалин. С детства Конрад служил пастухом, батрачил, позже был фабричным рабочим.
Участник Первой мировой с 1916 года. В годы Гражданской войны служил в Красной армии. Красный латышский стрелок, закончил войну на Перекопе в 1920 году.
Член партии большевиков с 1918 года.
После окончания войны — редактор латышской крестьянской еженедельной газеты «Latviešu Zemnieks» («Латышский крестьянин», 1925—1931), главный редактор латышского издательства «Прометей», секретарь Центрального Бюро латышской секции РАППа.
В конце ноября 1937 года был арестован по обвинению в участии в контрреволюционной террористической организации. 7 февраля 1938 года приговорён к расстрелу. На следующий день приговор был приведён в исполнение.
Реабилитирован посмертно в 1956 году.

## Творчество
Первые бытовые рассказы К. Иокума, напечатанные в разных латышских периодических изданиях, отличаются большой фотографичностью и протокольностью. Недостаток обобщения, иногда несколько морализующая тенденция нейтрализуются сатирически-юмористическим подходом писателя. Благодаря появившемуся в 1929 году сборнику военных рассказов «Приказ № 325» автор занял прочное место среди латышских пролетарских писателей. Переданные с большой простотой, потрясающие своим трагизмом страницы из богатой подвигами истории латышских стрелковых полков в гражданской войне навсегда запечатлеваются в памяти читателя. Такие рассказы, как «Комиссар», «Стрелки и гранаты», «Колокольня» заняли своё место наряду с лучшими изображениями эпохи гражданской войны в русской художественной литературе.